# 阿方索·博诺科雷
阿方索·博诺科雷（義大利語：Alfonso Buonocore，1933年3月11日—2023年5月12日），意大利游泳、水球运动员。他曾代表意大利国家队参加1956年夏季奥林匹克运动会水球比赛，结果获得第四名。